# Liste der Baudenkmäler in Aindling
Auf dieser Seite sind die Baudenkmäler in dem schwäbischen Markt Aindling zusammengestellt. Diese Tabelle ist eine Teilliste der Liste der Baudenkmäler in Bayern. Grundlage ist die Bayerische Denkmalliste, die auf Basis des Bayerischen Denkmalschutzgesetzes vom 1. Oktober 1973 erstmals erstellt wurde und seither durch das Bayerische Landesamt für Denkmalpflege geführt wird. Die folgenden Angaben ersetzen nicht die rechtsverbindliche Auskunft der Denkmalschutzbehörde.

## Baudenkmäler nach Ortsteilen

### Aindling
| Lage                                                 | Objekt                             | Beschreibung | Akten-Nr.              | Bild           |
| ---------------------------------------------------- | ---------------------------------- | --- | ---------------------- | -------------- |
| Marktplatz 7 (Standort)                              | Wohnhaus                           | Traufständiger zweigeschossiger Satteldachbau, Anfang 18. Jahrhundert; Geburtshaus Heinrich von Hofstätters (1839–75 Bischof von Passau)                                        | D-7-71-114-18 Wikidata | Wohnhaus       |
| Pfarrgasse 6 (Standort)                              | Pfarrhaus                          | Zweigeschossiger Satteldachbau mit Steilgiebel und Gesimsgliederungen, 1801 | D-7-71-114-20 Wikidata | Pfarrhaus      |
| Schulstraße 5 (Standort)                             | Katholische Pfarrkirche St. Martin | Neugotischer Saalbau mit eingezogenem Chor, nach Plänen von Karl Bauer, 1897–1901, Turm spätgotisch; mit Ausstattung: Drei neugotische Altäre und Kanzel aus der Erbauungszeit. | D-7-71-114-1 Wikidata  | weitere Bilder |
| Kabisfeld (an der Straße nach Petersdorf) (Standort) | Katholische Feldkapelle            | 19. Jahrhundert; mit Ausstattung | D-7-71-114-2 Wikidata  | weitere Bilder |

### Arnhofen
| Lage                         | Objekt                           | Beschreibung | Akten-Nr.             | Bild                      |
| ---------------------------- | -------------------------------- | --- | --------------------- | ------------------------- |
| Geisbergstraße 21 (Standort) | Katholische Kirche St. Elisabeth | Flachgedeckter Saalraum mit eingezogenem Rechteckchor, 13. Jahrhundert, Umgestaltung 18. Jahrhundert; mit Ausstattung | D-7-71-114-4 Wikidata | weitere Bilder            |
| Geisbergstraße 27 (Standort) | Wohnhaus eines Bauernhofs        | Erdgeschossiger Satteldachbau, zweite Hälfte 19. Jahrhundert                                                          | D-7-71-114-3 Wikidata | Wohnhaus eines Bauernhofs |

### Binnenbach
| Lage                     | Objekt                                     | Beschreibung                                                                | Akten-Nr.             | Bild                                       |
| ------------------------ | ------------------------------------------ | --------------------------------------------------------------------------- | --------------------- | ------------------------------------------ |
| Ortsstraße 21 (Standort) | Katholische Kapelle St. Antonius von Padua | Schlichter Rechteckbau mit Dachreiter, 1835, 1968 erneuert; mit Ausstattung | D-7-71-114-5 Wikidata | Katholische Kapelle St. Antonius von Padua |

### Edenhausen
| Lage                          | Objekt                | Beschreibung | Akten-Nr.             | Bild                  |
| ----------------------------- | --------------------- | --- | --------------------- | --------------------- |
| Steinbergstraße 12 (Standort) | Ehemaliges Bauernhaus | Erdgeschossig mit Greddach und Stüberlanbau, Giebelprofile, Traufknoten und Figurennische, erste Hälfte 19. Jahrhundert | D-7-71-114-6 Wikidata | Ehemaliges Bauernhaus |

### Eisingersdorf
| Lage                            | Objekt                        | Beschreibung | Akten-Nr.             | Bild           |
| ------------------------------- | ----------------------------- | --- | --------------------- | -------------- |
| St.-Ulrich-Straße 33 (Standort) | Katholische Kirche St. Ulrich | Romanische Chorturmkirche, flachgedeckter Saalbau mit eingezogenem, kreuzgratgewölbtem Chor, im Kern erste Hälfte 12. Jahrhundert, 15. Jahrhundert verlängert, 1754 umgestaltet; mit Ausstattung | D-7-71-114-8 Wikidata | weitere Bilder |

### Hausen
| Lage                       | Objekt                                   | Beschreibung | Akten-Nr.              | Bild               |
| -------------------------- | ---------------------------------------- | --- | ---------------------- | ------------------ |
| Schmiedstraße 1 (Standort) | Ehemaliger Gasthof                       | Breitgelagerter Satteldachbau, Putzgliederung, gewölbte Fensterscheiben, bezeichnet „1911“ Zugehörige Wirtschaftsgebäude, ebenfalls 1911                              | D-7-71-114-9 Wikidata  | Ehemaliger Gasthof |
| Schmiedstraße 3 (Standort) | Katholische Filialkirche Pauli Bekehrung | Saalbau mit dreiseitig geschlossenem Chor unter Stichkappentonne, Langhaus und Turmunterbau 13. Jahrhundert, Chor 15. Jahrhundert, Turmerhöhung 1681; mit Ausstattung | D-7-71-114-10 Wikidata | weitere Bilder     |

### Pichl
| Lage                               | Objekt                                           | Beschreibung | Akten-Nr.              | Bild                        |
| ---------------------------------- | ------------------------------------------------ | --- | ---------------------- | --------------------------- |
| Benefiziumweg 3 (Standort)         | Ehemaliges Benefiziatenhaus                      | Eingeschossiger Satteldachbau, Anfang 18. Jahrhundert | D-7-71-114-12 Wikidata | Ehemaliges Benefiziatenhaus |
| Schloßallee 6 (Standort)           | Schloss Pichl, ehemaliges Wasserschloss von 1564 | Zweigeschossiges Gebäude mit Mansardwalmdach und dreiachsigen Giebeln im Norden und Süden, 1769 errichtet, nach 1835 verändert Erdgeschossige Wirtschaftsgebäude, zwei Trakte des ehemaligen Ökonomiehofes, mit böhmischen Kappengewölben, Dachwerk bezeichnet „1839“ und „1837“ | D-7-71-114-13 Wikidata | weitere Bilder              |
| Von-Schaezler-Straße 11 (Standort) | Katholische Pfarrkirche Mariä Heimsuchung        | Flachgedeckter Saalbau mit eingezogenem Chor unter Kreuzgratgewölbe, Chor und Satteldachturm um 1585, Langhaus und Umgestaltung Ende 17. Jahrhundert; mit Ausstattung | D-7-71-114-14 Wikidata | weitere Bilder              |

### Stotzard
| Lage                                | Objekt                            | Beschreibung                                                                      | Akten-Nr.              | Bild           |
| ----------------------------------- | --------------------------------- | --------------------------------------------------------------------------------- | ---------------------- | -------------- |
| Pfarrer-Wittmann-Platz 2 (Standort) | Katholische Pfarrkirche St. Peter | Turm spätgotisch, barock erhöht, Langhaus 1844/45, Chor 1894 ff.; mit Ausstattung | D-7-71-114-15 Wikidata | weitere Bilder |

### Weichenberg
| Lage                      | Objekt                              | Beschreibung                                                                                                   | Akten-Nr.              | Bild           |
| ------------------------- | ----------------------------------- | --- | ---------------------- | -------------- |
| Weichenberg 10 (Standort) | Katholische Filialkirche St. Ulrich | Spätromanischer Rechteckbau mit Dachreiter, 13. Jahrhundert, im 17./18. Jahrhundert verändert; mit Ausstattung | D-7-71-114-16 Wikidata | weitere Bilder |